# 吳嘉洤
吴嘉洤（1790年—1865年），字清如，江苏吴县（今苏州市）人，清朝文学家、政治人物。

## 生平
道光十八年（1838年）戊戌科二甲进士，授内阁中书，历官户部员外郎。工诗词，有《仪宋堂集》。